# Hisel
Hisel – część gminy (Ortsteil) Brimingen w Niemczech, w kraju związkowym Nadrenia-Palatynat, w powiecie Eifelkreis Bitburg-Prüm, wchodzi w skład gminy związkowej Bitburger Land. Do 30 czerwca 2014 jako gmina wchodziła w skład gminy związkowej Bitburg-Land. 1 stycznia 2018 jako jedna z mniejszych gmin Niemiec została przyłączona do Brimingen.